# Лбовка
Лбовка — река в Дмитровском районе Московской области России. Исток реки — в лесу у деревни Зуево. Устье реки находится в 2 км по левому берегу Левого Нагорного канала (бассейн реки Яхромы). Длина реки — 13 км.
На реке расположено крупное село Рогачёво, а также деревни Зуево, Аревское, Благовещенье, Михалёво, Копылово, Трехденево, Василево, Лутьково.
По данным Государственного водного реестра России, относится к Верхневолжскому бассейновому округу. Речной бассейн — (Верхняя) Волга до Куйбышевского водохранилища (без бассейна Оки), речной подбассейн — бассейны притоков (Верхней) Волги до Рыбинского водохранилища, водохозяйственный участок — Волга от Иваньковского гидроузла до Угличского гидроузла (Угличское водохранилище).